# Publi Furi Fil (pretor)
Publi Furi Fil (en llatí Publius Furius Philus) va ser un magistrat romà del segle ii aC. Formava part de la gens Fúria.
Va ser pretor l'any 174 aC i va obtenir el govern de la província d'Hispània Citerior. A la seva tornada va ser acusat pels provincials de repetundae (extorsió). Cató el Vell va declarar contra seu en una primera vista. El judici es va ajornar (ampliatus) i abans de la seva represa, i per por de ser condemnat, va marxar voluntàriament a l'exili a Praeneste l'any 171 aC.